# Irántxe
Irántxe (Iranche, Irantxe, Iranxe), indijansko pleme s rijeke Rio Cravari, pritoke Rio Sangue, u brazilskoj državi Mato Grosso; 191 (1995 AMTB). Jezično, Iranche se vode kao posebna porodica, koja možda pripada velikoj porodici Arawakan. Danas žive na tri rezervata: 1) Münkü na rijeci río Papagaio u općini Diamantino; 2. Iránxe u općini Diamantino na rijeci Cravari; i 3. rezervat Umutina s Umutina Indijancima, jednim plemenom iz grupe Boróro. Mynky ili Münkü, njihov su ogranak.